# Jannat Makān
Jannat Makān (persiska: جنّت مکان) är en ort i Iran.   Den ligger i provinsen Khuzestan, i den centrala delen av landet, 500 km sydväst om huvudstaden Teheran. Jannat Makān ligger 62 meter över havet och antalet invånare är 5 893.
Terrängen runt Jannat Makān är platt.Runt Jannat Makān är det ganska tätbefolkat, med 80 invånare per kvadratkilometer. Närmaste större samhälle är Shūshtar, 15,3 km söder om Jannat Makān. Trakten runt Jannat Makān består till största delen av jordbruksmark.